# باشگاه ورزشی بنفیکا
باشگاه ورزشی بنفیکا لیسبون (به پرتغالی: spɔɾ liʒˈboɐ i bɐ̃ȷ̃ˈfikɐ) یا بنفیکا یک باشگاه ورزشی کشور پرتغال است که در شهر لیسبون قرار دارد. با وجود این که باشگاه ورزشی بنفیکا در چندین رشته ورزشی حضور دارد و در برخی از آنها بسیار موفق است، اما این باشگاه بیشتر به خاطر وجود تیم فوتبالش شناخته شده است. این باشگاه در ۲۸ فوریه ۱۹۰۴ به رهبری کوسمو دیسمیائو بنیان نهاده شد. تیم فوتبال این باشگاه یکی از تِرِس گرندسها یا سه بزرگ فوتبال پرتغال است. 
بنفیکا با داشتن ۱۴ میلیون هوادار ثبت نام شده، عنوان پرطرفدارترین (از نظر تعداد افراد ثبت نام شده و رسمی) باشگاه فوتبال را در رکوردهای جهانی گینس در اختیار دارد. همچنین این باشگاه از بنیانگذاران لیگ برتر پرتغال است و هیچگاه به دسته پایین‌تر سقوط نکرده است. این باشگاه پرافتخارترین باشگاه پرتغال محسوب می‌شود.
اوزه بیو ستاره سال‌های پیشین تیم ملی پرتقال اسطوره بنفیکا می‌باشد؛ او طی ۳۰۱ بازی ۳۱۷ گل برای بنفیکا به ثمر رسانده است.
باشگاه ورزشی بنفیکا لیسبون در رشته‌های فوتسال، هاکی، بسکتبال، والیبال، دو و میدانی، راگبی، سه‌گانه، تنیس روی میز و جودو فعالیت دارد. باشگاه ورزشی بنفیکا لیسبون به عنوان یکی بزرگ‌ترین باشگاه‌های ورزشی در جهان دارای شبکهٔ تلویزیونی اختصاصی خود به نام بنفیکا تی‌وی، وبسایت شبکهٔ اجتماعی به نام اس‌ال‌بی فنس، یک هفته‌نامه به نام اُ بنفیکا و یک دوماه‌نامه به نام میستیکا می‌باشد.

## افتخارات

### مسابقات داخلی
- لیگ برتر فوتبال پرتغال

قهرمان (۳۸) – رکورد: ۱۹۳۵–۳۶، ۱۹۳۶–۳۷، ۱۹۳۷–۳۸، ۱۹۴۱–۴۲، ۱۹۴۲–۴۳، ۱۹۴۴–۴۵، ۱۹۴۹–۵۰، ۱۹۵۴–۵۵، ۱۹۵۶–۵۷، ۱۹۵۹–۶۰، ۱۹۶۰–۶۱، ۱۹۶۲–۶۳، ۱۹۶۳–۶۴، ۱۹۶۴–۶۵، ۱۹۶۶–۶۷، ۱۹۶۷–۶۸، ۱۹۶۸–۶۹، ۱۹۷۰–۷۱، ۱۹۷۱–۷۲، ۱۹۷۲–۷۳، ۱۹۷۴–۷۵، ۱۹۷۵–۷۶، ۱۹۷۶–۷۷، ۱۹۸۰–۸۱، ۱۹۸۲–۸۳، ۱۹۸۳–۸۴، ۱۹۸۶–۸۷، ۱۹۸۸–۸۹، ۱۹۹۰–۹۱، ۱۹۹۳–۹۴، ۲۰۰۴–۰۵، ۲۰۰۹–۱۰، ۲۰۱۳–۱۴، ۲۰۱۴–۱۵، ۲۰۱۵–۱۶، ۲۰۱۶–۱۷، ۲۰۱۸–۱۹، ۲۳–۲۰۲۲،
- جام حذفی فوتبال پرتغال

قهرمان (۲۶) – رکورد: ۱۹۳۹–۴۰، ۱۹۴۲–۴۳، ۱۹۴۳–۴۴، ۱۹۴۸–۴۹، ۱۹۵۰–۵۱، ۱۹۵۱–۵۲، ۱۹۵۲–۵۳، ۱۹۵۴–۵۵، ۱۹۵۶–۵۷، ۱۹۵۸–۵۹، ۱۹۶۱–۶۲، ۱۹۶۳–۶۴، ۱۹۶۸–۶۹، ۱۹۶۹–۷۰، ۱۹۷۱–۷۲، ۱۹۷۹–۸۰، ۱۹۸۰–۸۱، ۱۹۸۲–۸۳، ۱۹۸۴–۸۵، ۱۹۸۵–۸۶، ۱۹۸۶–۸۷، ۱۹۹۲–۹۳، ۱۹۹۵–۹۶، ۲۰۰۳–۰۴، ۲۰۱۳–۱۴، ۲۰۱۶–۱۷
- سوپر جام فوتبال پرتغال

قهرمان (۸): ۱۹۸۰، ۱۹۸۵، ۱۹۸۹، ۲۰۰۵، ۲۰۱۴، ۲۰۱۶، ۲۰۱۷، ۲۰۱۹
- جام اتحادیه فوتبال پرتغال

قهرمان (۷) – رکورد: ۲۰۰۹–۲۰۰۸ ،۲۰۱۰–۲۰۰۹ ،۲۰۱۱–۲۰۱۰ ،۲۰۱۲–۲۰۱۱ ،۲۰۱۴–۲۰۱۳ ،۲۰۱۵–۲۰۱۴ ،۲۰۱۶–۲۰۱۵

### مسابقات اروپایی
- لیگ قهرمانان اروپا

قهرمان (۲): ۱۹۶۰–۶۱, ۱۹۶۱–۶۲
- نایب قهرمان(۵): ۱۹۶۳_۱۹۶۵_۱۹۶۸_۱۹۸۸_۱۹۹۰

لیگ اروپا: نایب قهرمان (۳): ۱۹۸۳-۲۰۱۳-۲۰۱۴

### مسابقات بین‌المللی
جام بین قاره ای: نایب قهرمان (۲):۱۹۶۱–۱۹۶۲